# 贝恩科普夫
贝恩科普夫是奥地利下奥地利州茨韦特尔县的一个市镇。总面积47.62平方公里，总人口376人，人口密度7.9人/平方公里（2005年）。